# Vesca
Vesca – wieś w Słowenii, w gminie Vodice. W 2018 roku liczyła 71 mieszkańców.